# Isorropus purpurata
Isorropus purpurata là một loài bướm đêm thuộc phân họ Arctiinae, họ Erebidae.